# Tom Hilde
Tom Hilde (Bærum, 22 september 1987) is een Noorse schansspringer die bij de wereldkampioenschappen van 2007 deel uitmaakte van het Noorse team dat zilver haalde in de landenwedstrijd.
Tom Hilde stond bij een individuele wedstrijd voor het eerst op het podium in het seizoen 2007/2008, toen hij in Kuusamo derde werd. Een week later in Trondheim deed hij die prestatie nog eens over.
Ook bij het Vierschansentoernooi 2008 leek Hilde op weg naar een knappe prestatie, na drie wedstrijden stond hij in de tussenstand op de vierde plaats, maar bij de laatste wedstrijd in Bischofshofen miste hij de tweede springronde en werd pas 34ste, daardoor zakte hij ook in het eindklassement weg naar de 14de plaats.
Bij de eerste wedstrijd na die Vierschansentoernooi was het dan toch raak voor Hilde, in Val di Fiemme behaalde hij meteen twee wereldbekeroverwinningen. Bij de eerste wedstrijd profiteerde hij nog een beetje van het feit dat de wedstrijd na één springronde werd gestaakt, maar een dag later was hij over twee springrondes ook de beste. Hij werd uiteindelijk vierde in de eindstand van de algemene wereldbeker.
Hilde startte dan ook als een van de favorieten voor de eindzege in de algemene wereldbeker in het seizoen 2008/2009, maar hij bleef ver achter de verwachtingen terug, haalde slechts vier keer de top tien en werd uiteindelijk slechts 24e in de eindstand. Ook het daaropvolgende seizoen startte niet goed voor Hilde. Hij miste meermaals de kwalificatie voor de tweede ronde van een wereldbekerwedstrijd en eindigde slechts één keer in de top tien. Toch plaatste Hilde zich voor de Olympische Winterspelen 2010, omdat hij de vijfde Noorse schansspringer in de ranglijst voor de wereldbeker is.

## Belangrijkste resultaten

### Wereldkampioenschappen junioren
| Jaar | Plaats            | Resultaten                             |
| ---- | ----------------- | -------------------------------------- |
| 2005 | Rovaniemi Finland | 21e normale schans 6de landenwedstrijd |

### Wereldkampioenschappen schansspringen
| Jaar | Plaats           | Resultaten                                              |
| ---- | ---------------- | ------------------------------------------------------- |
| 2007 | Sapporo Japan    | 21e normale schans · 12e grote schans · landenwedstrijd |
| 2009 | Liberec Tsjechië | 16e normale schans · 23e grote schans · landenwedstrijd |

### Wereldkampioenschappen skivliegen
| Jaar | Plaats               | Resultaten                                  |
| ---- | -------------------- | ------------------------------------------- |
| 2008 | Oberstdorf Duitsland | 11e individuele wedstrijd · landenwedstrijd |

### Wereldbeker

#### Individuele wereldbekeroverwinningen
laatst bijgewerkt op 22 maart 2009
| #                                    | Datum           | Plaats        | Schans |
| ------------------------------------ | --------------- | ------------- | ------ |
| wereldbeker schansspringen 2007/2008 |                 |               |        |
| 1                                    | 12 januari 2008 | Val di Fiemme | LH     |
| 2                                    | 13 januari 2008 | Val di Fiemme | LH     |

#### Eindstand algemene wereldbeker
| Seizoen   | Plaats |
| --------- | ------ |
| 2005/2006 | 62e    |
| 2006/2007 | 20e    |
| 2007/2008 | 4e     |
| 2008/2009 | 24e    |